# Sonja Stadler
Sonja Stadler (1975) è un'ex sciatrice alpina austriaca.

## Biografia
In Coppa Europa la Stadler conquistò l'ultimo podio il 4 marzo 1996 a Champoluc in slalom gigante (2ª) e prese per l'ultima volta il via il 6 marzo 1997 a Les Arcs nella medesima specialità, senza completare la prova; si ritirò al termine di quella stessa stagione 1996-1997 e la sua ultima gara fu il supergigante dei Campionati austriaci 1997, disputato l'11 aprile nella Pitztal e non completato dalla Stadler. Non debuttò in Coppa del Mondo né prese parte a rassegne olimpiche o iridate.

## Palmarès

### Coppa Europa
- 1 podio (dati dalla stagione 1994-1995):
  - 1 secondo posto